# Radisson (Wisconsin)
Pour les articles homonymes, voir Radisson (homonymie).
Radisson est un village américain du comté de Sawyer, dans l'État du Wisconsin. Au recensement de 2000, la population s'élevait à 222 personnes.
Le Bureau du recensement des États-Unis indique une superficie de 1 km2 pour Radisson.
Radisson est traversé par la rivière Couderay avant que celle-ci ne se jette dans la rivière Chippewa.
Le village porte le nom de l'explorateur et trappeur français Pierre-Esprit Radisson qui explora ce territoire de la Nouvelle-France autour des Grands Lacs au XVIIe siècle. 